# Tomato Ho
Tomato Ho Tze-Lok (chinesisch 何子樂 / 何子乐; * 26. Oktober 1995 in Hongkong) ist eine chinesische Squashspielerin aus Hongkong.

## Karriere
Tomato Ho begann ihre professionelle Karriere in der Saison 2015 und gewann bislang fünf Titel auf der PSA World Tour. Ihre höchste Platzierung in der Weltrangliste erreichte sie mit Position 23 am 8. Mai 2023. Für die Hongkonger Nationalmannschaft debütierte sie 2016 bei der Asienmeisterschaft. Zwei Jahre später gewann sie mit der Mannschaft den Titel. Bei den Asienspielen 2018 gewann sie mit der Mannschaft die Goldmedaille. 2018, 2022 und 2024 nahm sie außerdem mit der Nationalmannschaft an der Weltmeisterschaft teil. 2022 wurde Ho Hongkonger Meisterin sowie nochmals Asienmeisterin mit der Mannschaft. Bei den 2023 ausgetragenen Asienspielen 2022 in Hangzhou gewann sie im Einzel die Bronze- und mit der Mannschaft die Silbermedaille. Im Juni 2025 wurde sie nach einem Finalerfolg gegen Rachel Arnold in vier Sätzen Asienmeister.

## Erfolge
- Asienmeisterin: 2025
- Asienmeisterin mit der Mannschaft: 2018, 2022
- Gewonnene PSA-Titel: 5
- Asienspiele: 1 × Gold (Mannschaft 2018), 1 × Silber (Mannschaft 2022), 1 × Bronze (Einzel 2022)
- Hongkonger Meisterin: 2022, 2024